# Phạm Ngọc Nghị
Phạm Ngọc Nghị (sinh năm 1965) là chính khách Việt Nam. Ông từng là Phó Bí thư Tỉnh ủy, Chủ tịch Ủy ban nhân dân tỉnh Đắk Lắk khóa IX và khóa X nhiệm kỳ 2016 - 2021; 2021 - 2026.

## Lý lịch và học vấn
Phạm Ngọc Nghị sinh ngày 5 tháng 5 năm 1965, quê quán tỉnh Quảng Ngãi;
Trình độ:
- Học vấn: 12/12;[2]
- Chuyên môn: Cử nhân Kinh tế;[2]
- Chính trị: Cao cấp lý luận chính trị.[2]

## Sự nghiệp
Năm 1985 đến năm 1992 làm việc tại Ban Tổ chức chính quyền thị xã Buôn Ma Thuột (nay là phòng Nội vụ).
Năm 1992 đến năm 1997 Phó bí thư thành đoàn thành phố Buôn Ma Thuột.
Năm 1997 đến năm 2006 Phó Bí thư kiêm Trưởng Ban Tổ chức Tỉnh đoàn sau đó Bí thư Tỉnh đoàn
Năm 2006 đến 2012 Bí thư Huyện ủy Krông Ana, tỉnh Đắk Lắk
Năm 2012 đến 2015 Giám đốc Sở Kế hoạch và Đầu tư tỉnh Đắk Lắk; Phó Bí thư Tỉnh ủy Đắk Lắk nhiệm kỳ 2010-2015, Đại biểu Hội đồng nhân dân tỉnh khóa VIII nhiệm kỳ 2011-2016.
Ông được Hội đồng nhân dân tỉnh Đắk Lắk bầu bổ sung làm thành viên Ủy ban nhân dân tỉnh Đắk Lắk, nhiệm kỳ 2011- 2016 vào tháng 12/2012.
Sáng ngày 10/2/2015, HĐND tỉnh khóa VIII đã tổ chức kỳ họp bất thường bầu bổ sung Phạm Ngọc Nghị, Ủy viên Ban Thường vụ Tỉnh ủy, Giám đốc Sở Kế hoạch và Đầu tư, giữ chức vụ Chủ tịch Ủy ban nhân dân tỉnh Đắk Lắk khóa VIII, nhiệm kỳ 2011-2016, với 75/83 phiếu bầu, đạt tỷ lệ 90,36%.
Ngày 4/3/2015, Thủ tướng Nguyễn Tấn Dũng đã ký quyết định 268/QĐ-TTg, phê chuẩn việc bầu bổ sung chức vụ Chủ tịch Ủy ban nhân dân tỉnh Đắk Lắk nhiệm kỳ 2011 - 2016 đối với ông Phạm Ngọc Nghị.
Ngày 14/10/2015, Đại hội đại biểu Đảng bộ tỉnh Đắk Lắk lần thứ XVI nhiệm kỳ 2015 – 2020 đã bầu Phạm Ngọc Nghị tái đắc cử chức vụ Phó Bí thư Tỉnh ủy Đắk Lắk.
Sáng ngày 4/7/2016, tại kỳ họp thứ nhất, Hội đồng nhân dân tỉnh Đắk Lắk khóa IX, nhiệm kỳ 2016-2021 đã bầu Phạm Ngọc Nghị, Phó Bí thư Tỉnh ủy, Chủ tịch Ủy ban nhân dân tỉnh khóa VIII tái đắc cử Chủ tịch Ủy ban nhân dân tỉnh khóa IX với số phiếu bầu đạt tỷ lệ 98,85%.
Quyết định số 2043-QĐNS/TW ngày 1/4/2025, Ban Bí thư quyết định cho ông Phạm Ngọc Nghị, Phó Bí thư Tỉnh ủy, Chủ tịch Ủy ban Nhân dân tỉnh Đắk Lắk thôi tham gia Ban Chấp hành, Ban Thường vụ Tỉnh ủy, thôi giữ chức Phó Bí thư Tỉnh ủy Đắk Lắk nhiệm kỳ 2020-2025 và các chức vụ liên quan, nghỉ hưu trước tuổi từ ngày 15/4/2025. Các chế độ, chính sách thực hiện theo quy định hiện hành.